# Rokietnica (gmina, Basses-Carpates)
Pour les articles homonymes, voir Rokietnica.
Rokietnica est une gmina rurale du powiat de Jarosław, Basses-Carpates, dans le sud-est de la Pologne. Son siège est le village de Rokietnica, qui se situe environ 14 km au sud de Jarosław et 48 km à l'est de la capitale régionale Rzeszów.
La gmina couvre une superficie de 57,35 km2 pour une population de 4 420 habitants.

## Géographie
La gmina borde les gminy de Dzikowiec, Głogów Małopolski, Jeżowe, Kamień, Kolbuszowa et Sokołów Małopolski.